# Bundesstraße 314
Die deutsche Bundesstraße 314 (Abkürzung: B 314) ist an beiden Enden angebunden an die B 34 und umgeht auf deutschem Gebiet den Kanton Schaffhausen. Dieser reicht hier weit über den Rhein nach Norden, so dass die B 34 zwischen Erzingen westlich von Schaffhausen und Bietingen östlich von Schaffhausen durch Schweizer Gebiet unterbrochen ist. Genutzt wird diese Umfahrung vor allem vom Schwerverkehr, um die schweizerische Schwerverkehrsabgabe und zweimaligen Grenzübertritt zu vermeiden.
Weiterhin dient die B 314 im westlichen Bereich der Anbindung des Landkreises Waldshut an die A 81 Stuttgart – Bodensee.
Die B 314 beginnt in Lauchringen (Landkreis Waldshut) an der B 34 und führt durch das Wutachtal entlang des Flusses Wutach und der Wutachtalbahn über Stühlingen und Weizen (Beginn der Museumsbahn) nach Grimmelshofen. Hier unterquert sie durch ein „Nadelöhr“ die Bahnstrecke und verlässt nun das Wutachtal. Sie führt weiter, vorbei an den Viadukten der Museumsbahn (Sauschwänzlebahn) und den Orten Fützen und Epfenhofen, in Kehren auf die Höhe des Randen, die sie bei rund 800 Meter Höhe beim Dorf Randen erreicht. Hier ist der Kreuzungspunkt mit der B 27, welche nach Norden hin die Verbindung der östlichen Hochrhein-Region zum deutschen Autobahnnetz bei Donaueschingen sicherstellt und nach Süden über Schaffhausen nach Winterthur führt. Durch diese Verbindung mit dem deutschen Autobahnnetz ergibt sich die große Bedeutung der B 314 für die östliche Hochrhein-Region. Bis zum Dorf Randen verläuft die B 314 von Südwest nach Nordost. Bei Randen verläuft sie für etwa einen Kilometer deckungsgleich mit der B 27 Donaueschingen–Schaffhausen, schwenkt von nun an nach Südost und führt wieder abwärts über Tengen und Blumenfeld nach Hilzingen. Nach der Autobahnauffahrt Hilzingen geht es nur noch wenige Kilometer, bis die B 314 bei Singen (Hohentwiel) wieder in die B 34 einmündet.

## Geschichte
Die Wutachtalstraße zwischen Kadelburg und Randen wurde ab 1750 zur Chaussee ausgebaut. Diese Strecke wurde 1901 als badische Staatsstraße Nr. 54 bezeichnet.
Die Reichsstraße 314 (als Vorgängerin der B 314) wurde um 1937 eingeführt.
Seit neuester Zeit führt ein dreispurig ausgebautes Teilstück der A 98 von Waldshut-Tiengen-Ost direkt auf die B 314 (Auf- und Abfahrt). Die A 98 wird sie zukünftig auch tangieren. Eine Brücke ist bereits fertiggestellt. → Karte zum voraussichtlichen Streckenverlauf (47° 37′ 51,7″ N, 8° 19′ 59,9″ O).